# Saint-Lumine-de-Coutais
Saint-Lumine-de-Coutais is een gemeente in het Franse departement Loire-Atlantique in de regio Pays de la Loire. De plaats maakt deel uit van het arrondissement Nantes. Saint-Lumine-de-Coutais telde op 1 januari 2022 2.390 inwoners.

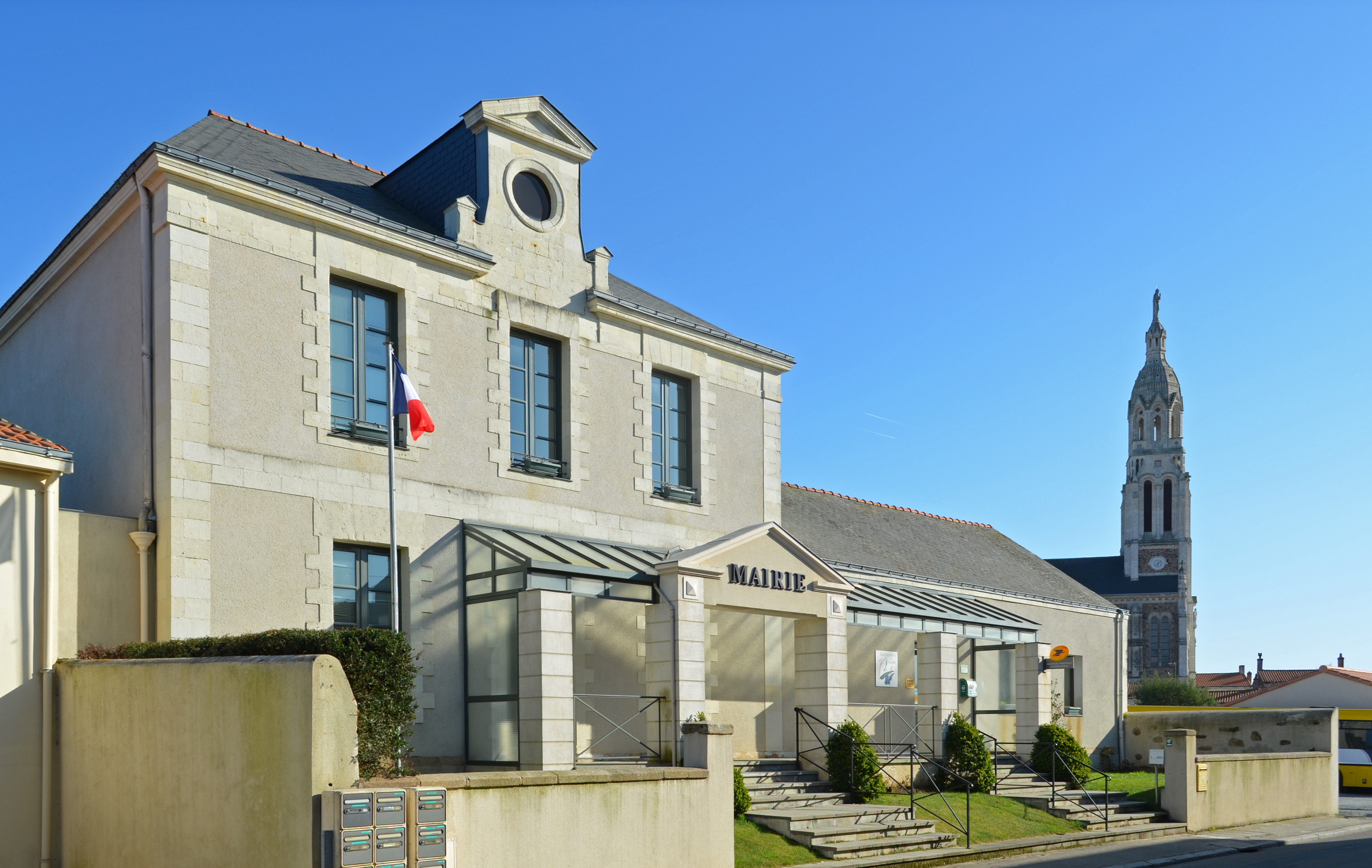
Het gemeentehuis
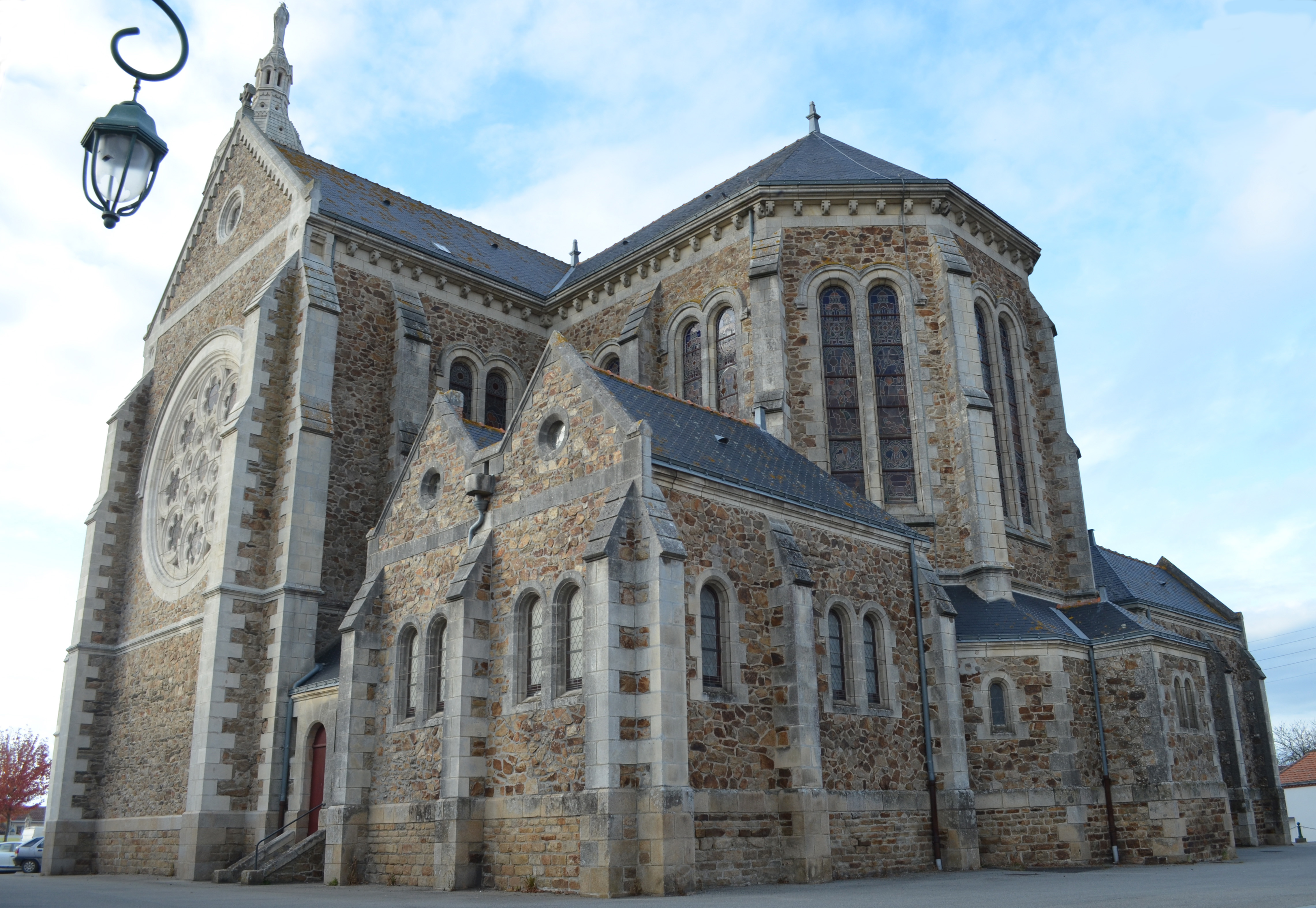
Saint-Léobin-kerk

## Geografie
De oppervlakte van Saint-Lumine-de-Coutais bedroeg op 1 januari 2022 17,64 vierkante kilometer; de bevolkingsdichtheid was toen 135,5 inwoners per km².

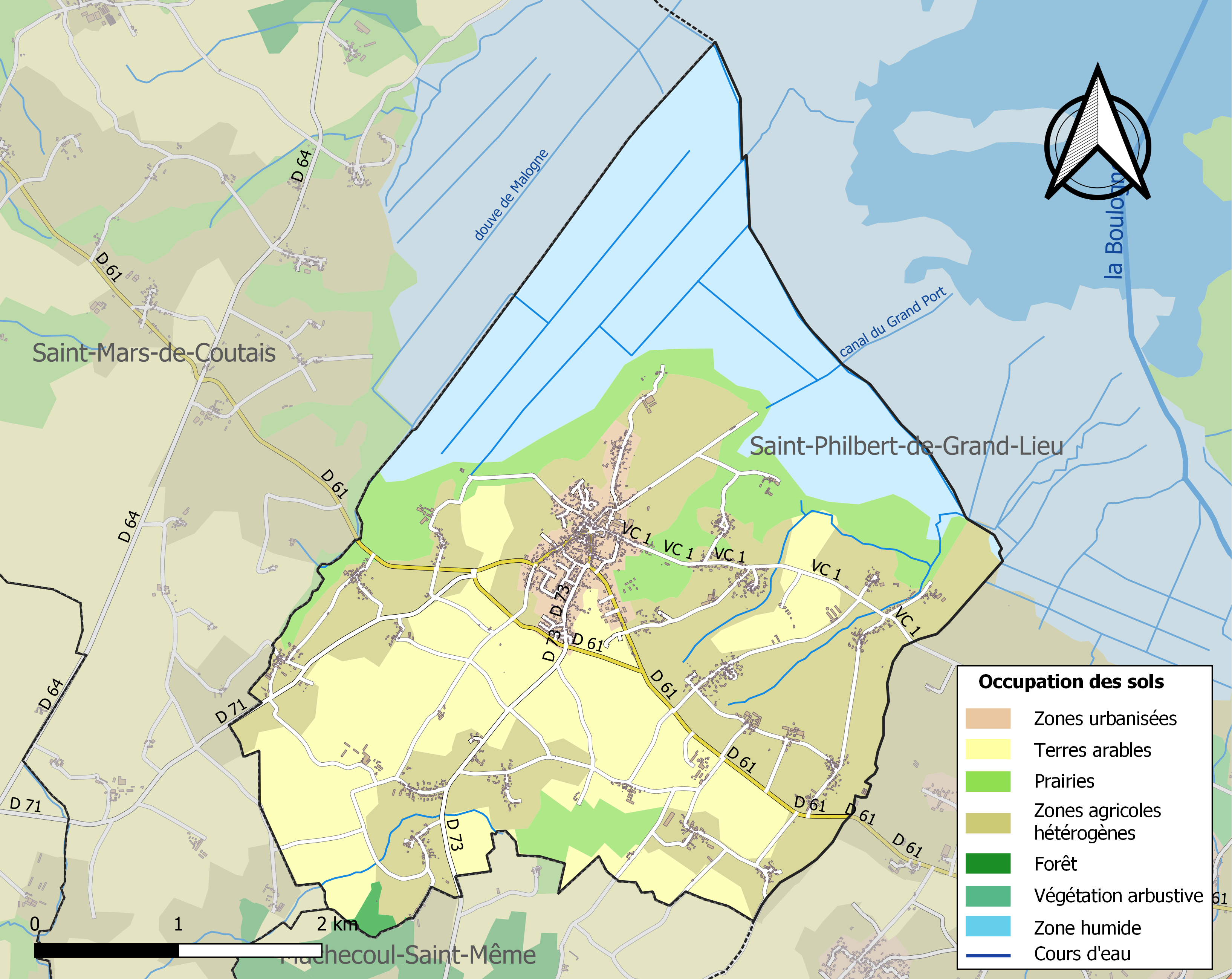
Kaart van de gemeente met de belangrijkste infrastructuur, bodemgebruik en omliggende gemeenten

## Demografie
Onderstaande figuur toont het verloop van het inwonertal (bron: INSEE-tellingen).